# Fyrst Igor (film fra 1969)
Fyrst Igor (russisk: Князь Игорь, translit.: Knjaz Igor) er en sovjetisk spillefilm i farve fra 1969 optaget i Lenfilms studier og instrueret af Roman Tikhomirov. Filmen er en opsætning af Borodins opera Fyrst Igor.

## Modtagelse
Filmen modtog positive anmeldelser i New York Times, der skrev, at selv om en filmatiseret opera adskiller sig fra sædvanlige film, så lykkedes det filmen at undgå det statiske scene-look, som mange tidligere opera-filmatiseringer."
Sangene og dansene blev også rost i The Opera Quarterly, der særlig roste Khan Konchak og Jaroslavna Milasjkina, der trods den tekniske lydkvalitet leverede fremragende indsatser."

## Medvirkende
- Boris Khmelnitskij som Igor
- Nelli Psjonnaja som Jaroslavna
- Boris Tokarev som Vladimir Igorevitj
- Aleksandr Slastin som Vladimir Jaroslavitj
- Bimbolat Vatajev som Kontjak